# مقبرة بارون دو هيرش في مونتريال
مقبرة بارون دو هيرش في مونتريال Baron de Hirsch Cemetery, Montreal هي مقبرة يهودية تعرف أيضا باسم مقابر بارون دو هيرش المتحدة. تقع على الجانب الشمالي من شارع سافان دي لوس انجلوس. علي مشارف مدنية مونتريال ولاية كيبيك في كندا.
أنشأت عام 1892 ودفن بها أكثر من 55 ألف شخص.